# Leptopodomorpha
Die Leptopodomorpha sind neben den Nepomorpha, Gerromorpha, Dipsocoromorpha, Pentatomomorpha, Enicocephalomorpha und Cimicomorpha eine Teilordnung der Wanzen (Heteroptera). Weltweit sind 4 Familien, 42 Gattungen und mehr als 380 Arten bekannt. Sie sind überwiegend hygrophil, in Uferbiotopen oder in Gewässernähe lebend. Die meisten Arten leben in gemäßigten Zonen.

## Merkmale und Lebensweise
Die Wanzen verfügen in den Membranen der Halbdecken (Hemielytren) über drei bis fünf deutliche Zellen aber keine weiteren Adern. Sie sind in Anpassung an ihre Umgebung meist bräunlich und düster gefärbt. Auf der Unterseite tragen sie Grubenhaare (Trichobothrien). Mit meist sehr großen, oft nierenförmigen Facettenaugen machen sie ihre Beute aus. Sie leben vor allem an vegetationsfreien Stellen in Sümpfen, an sandigen, kiesigen und schlammigen Gewässerufern sowie etliche halophile Arten an den Meeresküsten. Ein Vertreter der Leptopodidae, Leptopus marmoratus, lebt als Ausnahme an eher trockenen Standorten unter Steinen. Die Tiere sind sehr agil und laufen am Boden umher ohne sich je auf lebende Pflanzen zu begeben, oder je an diesen zu saugen. Die Wanzen leben alle räuberisch und besaugen zusätzlich totes Tiermaterial. Etliche Arten sind mit einem guten Sprungvermögen ausgestattet (Saldidae). Bei Störungen fliehen sie meist in weiten Sprungflügen.

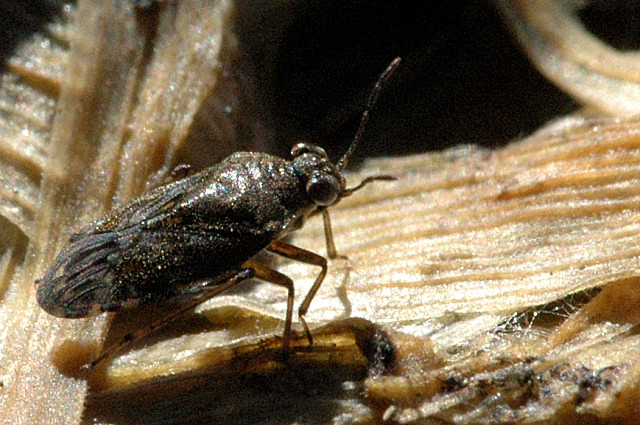
Saldula spec.
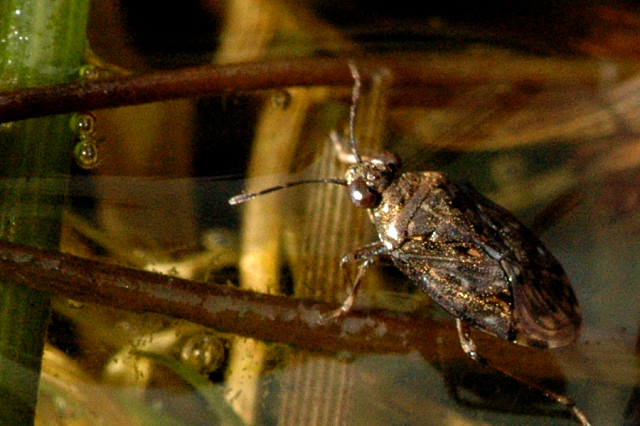
Gemeiner Hüpferling (Saldula saltatoria)

## Systematik
Unterfamilien und Familien in Europa::
Teilordnung: Leptopodomorpha
- Überfamilie: Leptopodoidea
  - Familie: Steinläuferwanzen (Leptopodidae)
  - Familie: Omaniidae
- Überfamilie: Saldoidea
  - Familie: Aepophilidae (nur Aepophilus bonnairei)
  - Familie: Ufer- oder Springwanzen (Saldidae)